# Polycyathus fulvus
Polycyathus fulvus is een rifkoralensoort uit de familie van de Caryophylliidae. De wetenschappelijke naam van de soort werd in 1970 voor het eerst geldig gepubliceerd door Maya Wijsman-Best.